# Брандес, Орланду
Орланду Брандес (порт. Orlando Brandes; род. 13 апреля 1946, Урубиси, Бразилия) — бразильский прелат. Епископ Жоинвили с 9 марта 1994 по 28 января 2004. Архиепископ Лондрины с 10 мая 2006 по 16 ноября 2016. Архиепископ Апаресиды с 16 ноября 2016. 